# Euselasia lisias
Espèce
Euselasia lisias est un insecte lépidoptère appartenant à la famille  des Riodinidae et au genre Euselasia.

## Dénomination
Euselasia lisias a été décrit par Pieter Cramer en 1777 sous le nom de Papilio lisias.
Synonyme : Erycina salimba Godart, [1824].

## Description
Euselasia lisias est de couleur noire, suffusé de gris métallique.
L'autre face est de couleur marron violacé.

## Écologie et distribution
Euselasia lisias est présent en Guyane, Guyana, Surinam et en Colombie.

### Biotope
Il réside dans la forêt tropicale.